# Phạm Thị Tuyết
Phạm Thị Tuyết (chữ Hán: 范氏雪; ? – 1812), còn có húy là Hà, phong hiệu Nhị giai Gia phi (二階嘉妃), là một cung tần của vua Minh Mạng nhà Nguyễn trong lịch sử Việt Nam.

## Tiểu sử
Gia phi Phạm Thị Tuyết nguyên quán ở Tuy Viễn, Bình Định. Phụ thân của bà là ông Phạm Văn Chẩn, sau được truy tặng chức Quang lộc tự Thiếu khanh. Bà theo hầu vua Minh Mạng từ khi ông còn là một hoàng tử.
Năm 1810, bà Tuyết hạ sinh cho hoàng tử Đảm (vua Minh Mạng sau này) người con trai thứ 3 là Nguyễn Phúc Miên Định (1810 – 1886), sau được phong dần làm Thọ Xuân vương, và cũng là người con duy nhất của bà.
Năm 1812, khi Miên Định chỉ vừa lên 3 thì bà Tuyết qua đời, không rõ thọ bao nhiêu tuổi. Mẹ mất sớm, hoàng tử Miên Định được bà nội là Nhân Tuyên Hoàng thái hậu nhận nuôi.
Năm 1821, Minh Mạng lên ngôi ra chiếu tặng cho bà Tuyết làm Tu nghi (修儀), thụy là Đoan Lệ (端禮). Phạm Tu nghi được thờ chung với bà Hồ Thị Hoa là mẹ của Hoàng tử trưởng Miên Tông (vua Thiệu Trị sau này), gọi là Hồ Phạm Nhị tần từ.
Sau khi cấp bậc hậu cung được định lại vào năm Minh Mạng thứ 17 (1836), Phạm Tu nghi được truy phong làm Gia phi (嘉妃) ở hàng Nhị giai, được thờ riêng ở Gia phi từ.
Tẩm mộ của bà Phạm Gia phi được táng tại xã Thủy Bằng, thị xã Hương Thủy, Thừa Thiên Huế.